# Хоппер, Эдна Уоллес
Эдна Уоллес Хоппер (англ. Edna Wallace Hopper; 17 января 1872—14 декабря 1959) — американская актриса немого кино и театра.

## Биография
Как сообщается Хоппер родилась под именем Эдна Уоллес в Сан-Франциско, в штате Калифорния, но она отказывалась говорить о своём истинном возрасте. В частности она утверждала, что свидетельство о её рождении было утеряно в результате землетрясения в Сан-Франциско 1906 года. Имела брата.
Отправилась в Нью-Йорк, чтобы начать актёрскую карьеру. В 1893 году дебютировала в театре «Импайр», на Манхэттене. В тот же год вышла замуж за ДеВольфа Хоппера (1858—1935). Вместе они многократно выступали в различных комических постановках, в частности в пьесе Джона Филипа Суза «El Capitan». В 1898 году супруги развелись.
В то же время она снялась в самой известной своей роли в театре — Леди Холируд в постановке «Флородора» в Лондоне. В течение последующего десятилетия она по-прежнему была активна в театре. В частности сыграла в постановке Джордж М. Кохана «50 миль от Бостона». В 1908 году вышла замуж за брокера из Уолл-стрит — Альберта Олдфилда Брауна. В 1910-х годах её актёрская активность пошла на спад, но возобновилась в 1920-х годах. 8 июня 1953 года журнал Life опубликовал статью о Эднe Уоллес Хоппер, считая её популярной театральной актрисой и певицей начала XX века.
Стала первой актрисой, применившей лифтинг. От её имени производилась косметика личной гигиены под названием Edna Wallace Hopper Cosmetics, продававшейся компанией American Home Products.
Со временем Хоппер развелась со своим вторым мужем, а 5 марта 1945 года он скончался.
Скончалась от пневмонии 14 декабря 1959 года.